# Férfi kettesbob az 1972. évi téli olimpiai játékokon
Az 1972. évi téli olimpiai játékokon a bob férfi kettes versenyszámát február 4-én és 5-én rendezték. Az aranyérmet a nyugatnémet Wolfgang Zimmerer–Peter Utzschneider-páros nyerte. A versenyszámban nem vett részt magyar páros.

## Eredmények
A verseny négy futamból állt. A négy futam időeredményének összessége határozta meg a végső sorrendet. Az időeredmények másodpercben értendők. A futamok legjobb időeredményei vastagbetűvel olvashatóak.
| Helyezés | Csapat                                                                     | 1.      | 2.      | 3.      | 4.      | Össz.   |
| -------- | -------------------------------------------------------------------------- | ------- | ------- | ------- | ------- | ------- |
| Arany    | NSZK (FRG)-2 · Wolfgang Zimmerer · Peter Utzschneider                      | 1:14,81 | 1:14,56 | 1:13,51 | 1:14,19 | 4:57,07 |
| Ezüst    | NSZK (FRG)-1 · Horst Floth · Pepi Bader                                    | 1:16,04 | 1:15,38 | 1:14,35 | 1:13,07 | 4:58,84 |
| Bronz    | Svájc (SUI)-1 · Jean Wicki · Edy Hubacher                                  | 1:15,61 | 1:15,36 | 1:14,36 | 1:14,00 | 4:59,33 |
| 4.       | Olaszország (ITA)-1 · Gianfranco Gaspari · Mario Armano                    | 1:15,62 | 1:16,52 | 1:13,71 | 1:14,60 | 5:00,45 |
| 5.       | Románia (ROU)-1 · Ion Panțuru · Ion Zangor                                 | 1:16,50 | 1:15,31 | 1:14,04 | 1:14,68 | 5:00,53 |
| 6.       | Svédország (SWE) · Carl-Erik Eriksson · Jan Johansson                      | 1:16,68 | 1:16,81 | 1:14,08 | 1:13,83 | 5:01,40 |
| 7.       | Svájc (SUI)-2 · Hans Candrian · Heinz Schenker                             | 1:15,89 | 1:16,84 | 1:14,38 | 1:14,33 | 5:01,44 |
| 8.       | Ausztria (AUT)-1 · Herbert Gruber · Josef Oberhauser                       | 1:16,48 | 1:16,34 | 1:14,44 | 1:14,34 | 5:01,60 |
| 9.       | Franciaország (FRA)-1 · Pierre Parisot · Alain Roy                         | 1:16,66 | 1:17,17 | 1:14,53 | 1:15,10 | 5:03,46 |
| 10.      | Olaszország (ITA)-2 · Enzo Vicario · Corrado Dal Fabbro                    | 1:17,20 | 1:16,77 | 1:14,23 | 1:15,46 | 5:03,66 |
| 11.      | Franciaország (FRA)-2 · Gérard Christaud-Pipola · Jacques Christaud-Pipola | 1:17,08 | 1:17,25 | 1:14,81 | 1:15,05 | 5:04,19 |
| 12.      | Románia (ROU)-2 · Dragoş Panaitescu-Rapan · Dumitru Focşeneanu             | 1:17,98 | 1:17,00 | 1:14,67 | 1:15,24 | 5:04,89 |
| 13.      | Ausztria (AUT)-2 · Werner Delle Karth · Fritz Sperling                     | 1:16,99 | 1:17,91 | 1:15,84 | 1:14,61 | 5:05,35 |
| 14.      | Kanada (CAN)-2 · Bob Storey · Michael Hartley                              | 1:18,49 | 1:16,70 | 1:14,90 | 1:15,61 | 5:05,70 |
| 15.      | Japán (JPN)-1 · Eszasika Szuszumu · Abe Kazumi                             | 1:18,13 | 1:16,43 | 1:15,17 | 1:16,86 | 5:06,59 |
| 16.      | Egyesült Államok (USA)-1 · Paul Lamey · Howard Siler                       | 1:18,13 | 1:16,93 | 1:15,52 | 1:16,04 | 5:06,62 |
| 17.      | Nagy-Britannia (GBR)-2 · John Hammond · Michael Sweet                      | 1:18,09 | 1:18,18 | 1:15,71 | 1:14,98 | 5:06,96 |
| 18.      | Kanada (CAN)-1 · Hans Gehrig · Andrew Faulds                               | 1:18,82 | 1:18,36 | 1:15,66 | 1:16,06 | 5:08,90 |
| 19.      | Egyesült Államok (USA)-2 · Bob Said · Thomas Becker                        | 1:17,34 | 1:17,23 | 1:16,66 | 1:17,71 | 5:08,94 |
| 20.      | Nagy-Britannia (GBR)-1 · John Evelyn · Peter Clifford                      | 1:18,60 | 1:17,23 | 1:15,80 | 1:17,38 | 5:09,01 |
| 21.      | Japán (JPN)-2 · Szuzuki Akihiko · Szató Rikio                              | 1:18,98 | 1:18,46 | 1:15,63 | 1:18,84 | 5:11,91 |